# エイビエイター氷河
エイビエイター氷河(Aviator Glacier)は南極大陸にある大きな谷氷河であり、長さは60マイル (97 km)を超え、幅は 5マイル (8.0 km)であり、ビクトリアランドの高原地帯からおよそ南の方向に下っていき、マウンテニア山脈の西麓に沿って流れ、シバルド岬とヘイズ岬の間のレディー・ニューンズ湾に注ぐ。河口ではエイビエイター氷舌を形成する。
氷河は湾や入り江などを源として流れて来る、かなりの厚みを持った氷の塊のことである。氷河は通常、緯度が高い場所または標高の非常に高い地域において発見される。
この氷河は1955年12月17日、ニュージーランドからマクマード湾への歴史上初めての飛行の際にアメリカ海軍の機長であるW.M.ホークスが上空から撮影に成功した。ヘリコプターを使って氷河を調査し、ニュージーランド南極地質調査隊の隊員をその上に着陸させようとする試みは、1958年12月に氷の圧力で氷河が損傷していることが確認されたために断念された。エイビエイター（aviator、英語で飛行士の意味）氷河という名称は、ニュージーランド南極地質調査隊によって1958年または1959年に命名されたもので、南極の探検と科学的な調査の過程でパイロットやその他の航空関係者によって行われてきた危険を伴う任務への感謝を込めたものである。

## エイビエイター氷舌
南極大陸においてエイビエイター氷舌とは、エイビエイター氷河がビクトリアランドの海岸沿いでウッド湾とレディー・ニューンズ湾の間のロス海に注ぐ部分において、海の側に広がっている場所のことである。この浮いている氷舌はおよそ25キロメートル (16 mi)にわたって海の方に広がっている。この名称はエイビエイター氷河と関連付けた名称として、南極地名諮問委員会によって推奨された。